# Gargždai
Gargždai ( escoltar (?·pàg.)) en lituà: Gargždai) és una de les 103 ciutats de Lituània. Està situada a l'oest de Lituània, al comtat de Klaipėda. El riu Minija flueix a través de la ciutat.

## Nom

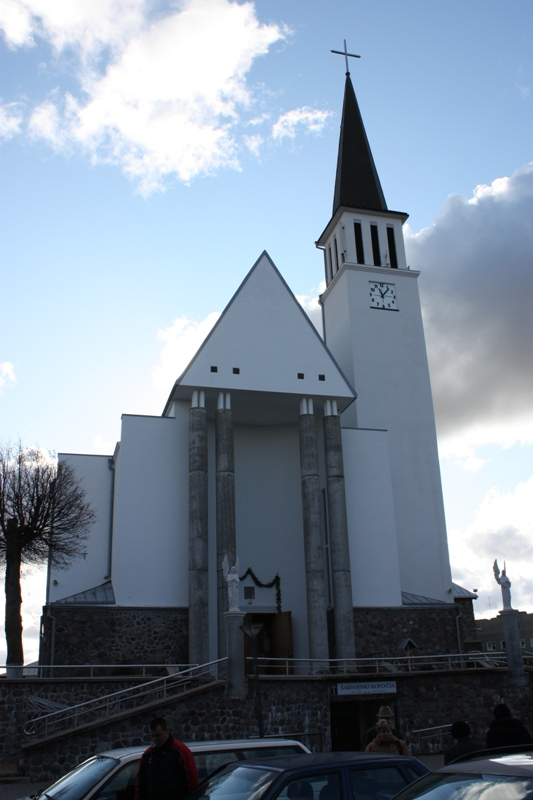
Església de Sant Miquel Arcàngel a Gargždai

Gargždai és el nom en lituà de la ciutat. Les versions del nom en altres llengües són: 
- polonès: Gorżdy
- rus: Горжды Gorzhdy
- belarús: Горжды Horzhdy
- jiddisch: גורזד Gorzhd
- alemany: Garsden
- letó: Gargždi

## L'Holocaust
El nombre total de residents jueus de Gargždai morts per l'esquadró de la mort nazi durant l'Holocaust va ser, almenys, de 500 incloent 200 homes morts el 24 de juny de 1941, i 300 dones amb fills que van morir el 14 i el 16 de setembre de 1941. Els assassinats van ser perpetrats pels Einsatzgruppen A, sota el comandament del SS Brigadeführer Franz Walter Stahlecker i documentats a l'informe Jäger.

## Ciutats agermanades
- Iława, Polònia